# 塔樓 (聚落)
塔樓，是臺灣屏東縣里港鄉塔樓村的主聚落，日治時期及以前的文獻亦稱為搭樓。塔樓之名於搭加里揚之戰的次年，1636年荷蘭文獻記載為、，1650年為荷蘭文獻記載的臺灣島上最大聚落塔樓社。 今村內土地公祠仍保留著平埔族群的石頭公信仰。

## 概述
塔樓聚落位於高屏溪東側，北邊是潮厝，西邊是頂三塊厝，東邊是九如鄉耆老村，南邊為九如鄉三塊厝。昔日為馬卡道族塔樓社之根據地。依流傳古契可知，雍正年間，聚落已經有漢人。乾隆初期設置「搭樓汛」，駐兵五名。。乾隆中葉，開始有社民遷往他處，包括舊寮、阿拔泉等等。據說塔樓之漢人先祖來自於福建省漳州市平和縣，有邱姓先民帶來祖師公金身。道光年間，興建三坪祖師廟，為今日塔樓村最重要的信仰中心。
清朝光緒時期屬港西里。日治初期屬阿猴廳搭樓庄，據人口普查的結果(1915)顯示，搭樓庄已無馬卡道族人的存在，僅有數十位在後庄。改制後隸屬於屏東郡里港庄搭樓大字。戰後劃歸於里港鄉塔樓村。
當地有數個有關平埔族的傳說，包括楊氏一族開墾塔樓的軼事。今日塔樓村包括塔樓本庄及頂三塊厝兩個部分，以楊為大姓，人口約一千八百人，居民多以務農或畜牧為生。